# Chevaline (Alta Saboia)
Chevaline é uma comuna francesa na região administrativa de Auvérnia-Ródano-Alpes, no departamento da Alta Saboia. Estende-se por uma área de 14.16 km². Em 2010 a comuna tinha 207 habitantes (densidade: 14,6 hab./km²).